# سوفی اوبر
سوفی اوبر (به فرانسوی: Sophie Huber) (زادهٔ ۲۶ نوامبر ۱۹۸۵) شناگر اهل فرانسه است.